# 新店駅
新店駅（しんてんえき）は、台湾新北市新店区にある台北捷運新店線の駅。駅番号はG01。かつて台湾鉄路管理局新店線（現在は廃線）の同名の駅も同地にあった。副駅名は「碧潭」。

## 概要
当駅は北宜路の西側、北新路と接続する南側にある。駅名は、所在地と台湾鉄路管理局新店線の駅名である新店から採られた。当駅近くには有名な碧潭風景区がある。地元の人は新店総駅（新店總站）と呼び、隣の新店区公所駅と区別している。当駅は台北捷運で、台北捷運土城線頂埔駅に次いで二番目に南に所在する駅である。

## 利用可能な鉄道路線
- 新店線(松山新店線)

## 歴史

### 台鉄新店駅
- 1921年3月25日 - 臺北鐵道新店線の公館～新店間が延伸開業する。当時は新店驛[1]。
- 1931年8月1日 - 新店線の新店～郡役所前（当時は郡役所乘降場）間が延伸開業する[1]。
- 1945年 - 終戦後、新店～郡役所前間は廃止される[2]。
- 1949年6月1日 - 台北鉄道を買収した台湾鉄路管理局による公営となる[3]。
- 1965年3月25日 - 台湾鉄路管理局新店線の廃止により、当駅も廃止される[4]。

### 台北捷運新店駅
- 1999年11月11日 - 台北捷運新店線古亭～新店間開業により、運用を開始する[5](p328)。開業当時の駅名の英文表記はウェード式のHsintien Stationであった[注 1]。
- 2003年末 - 駅名の英文表記が漢語拼音表記に変更される[7][注 2]。
- 2018年4月18日 - 可動式ホーム柵の供用を開始[9]。

## 駅構造

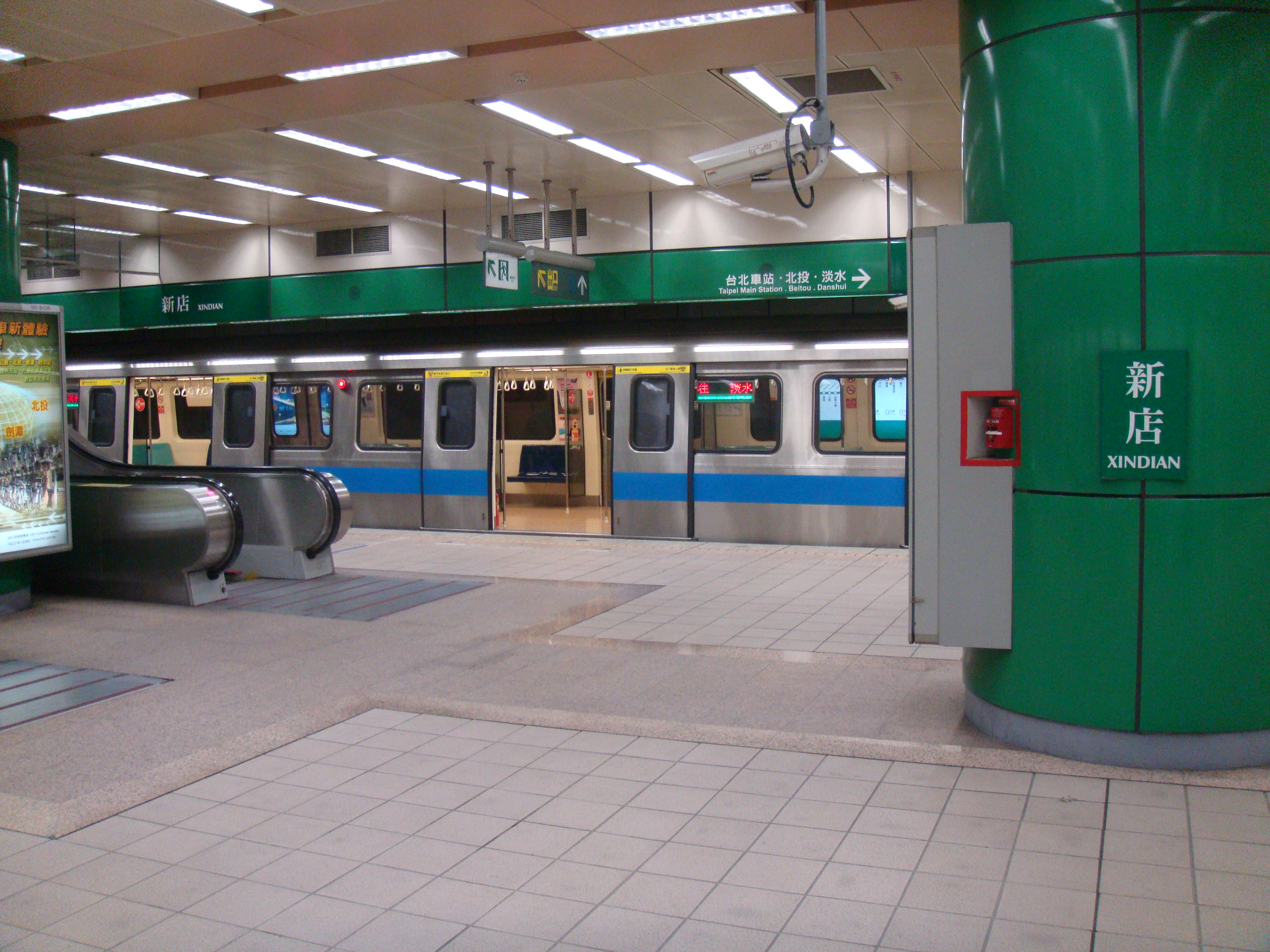
松山新店線ホーム

- 島式ホーム1面2線の地下駅。出入口は1箇所。

### 駅階層
| 地面      | コンコース                       | 出入口、コンコース、案内所、自動券売機、自動改札機、トイレ（駅改札内） |
| 地下 一階 | 1番線                            | ←松山新店線 松山方面（新店区公所駅）                                   |
| 地下 一階 | 島式ホーム、左・右側のドアが開く |                                                                        |
| 地下 一階 | 2番線                            | ←松山新店線 松山方面（新店区公所駅）                                   |

### 駅出口
- 出口1：北新路西側

## 利用状況
当駅付近には、北新路に「捷運新店駅」のバス停、北宜路には「文山国中」のバス停、中興路には「新店」のバス停がある。ここで新店客運バスに乗り換えることにより、烏来、坪林、安坑などに行くこともできる。台北市内から烏来温泉を訪れる観光客は、短時間で行ける当駅乗り換えを選ぶことが多い。
| 年   | 年間      | 年間      | 年間      | 年間   | 1日平均  | 1日平均  |
| 年   | 乗車      | 下車      | 乗下車計  | 出典   | 乗車     | 乗下車   |
| ---- | --------- | --------- | --------- | ------ | -------- | -------- |
| 1999 | 338,205   | 335,432   | 673,637   | [ 10 ] | 6,631    | 13,209   |
| 2000 | 2,550,517 | 2,403,659 | 4,954,176 | [ 10 ] | 6,969    | 13,536   |
| 2001 | 2,801,356 | 2,592,128 | 5,393,484 | [ 10 ] | 計上せず | 計上せず |
| 2002 | 3,071,021 | 2,777,262 | 5,848,283 | [ 10 ] | 8,414    | 16,023   |
| 2003 | 2,985,888 | 2,691,374 | 5,677,262 | [ 10 ] | 8,181    | 15,554   |
| 2004 | 3,212,412 | 2,953,884 | 6,166,296 | [ 10 ] | 8,777    | 16,848   |
| 2005 | 3,145,535 | 2,954,634 | 6,100,169 | [ 10 ] | 8,618    | 16,713   |
| 2006 | 3,147,222 | 2,930,965 | 6,078,187 | [ 10 ] | 8,623    | 16,653   |
| 2007 | 3,208,306 | 2,976,111 | 6,184,417 | [ 10 ] | 8,790    | 16,944   |
| 2008 | 3,299,720 | 3,037,975 | 6,337,695 | [ 10 ] | 9,016    | 17,316   |
| 2009 | 3,475,315 | 3,205,952 | 6,681,267 | [ 10 ] | 9,521    | 18,305   |
| 2010 | 3,631,261 | 3,345,793 | 6,977,054 | [ 10 ] | 9,949    | 19,115   |
| 2011 | 3,725,406 | 3,395,263 | 7,120,669 | [ 10 ] | 10,207   | 19,509   |
| 2012 | 3,948,309 | 3,613,455 | 7,561,764 | [ 10 ] | 10,788   | 20,661   |
| 2013 | 4,072,915 | 3,709,965 | 7,782,880 | [ 10 ] | 11,159   | 21,323   |
| 2014 | 4,188,001 | 3,813,559 | 8,001,560 | [ 10 ] | 11,474   | 21,922   |
| 2015 | 4,322,178 | 3,864,465 | 8,186,643 | [ 10 ] | 11,842   | 22,429   |
| 2016 | 4,426,834 | 3,966,201 | 8,393,035 | [ 10 ] | 12,095   | 22,932   |
| 2017 | 4,530,513 | 4,049,861 | 8,580,374 | [ 10 ] | 12,412   | 23,508   |
| 2018 | 4,725,986 | 4,189,326 | 8,915,312 | [ 10 ] | 12,948   | 24,426   |
| 2019 | 4,924,815 | 4,334,631 | 9,259,446 | [ 10 ] | 13,493   | 25,368   |
| 2020 | 4,450,265 | 3,903,635 | 8,353,900 | [ 10 ] | 12,159   | 22,825   |
| 2021 | 3,568,681 | 3,158,726 | 6,727,407 | [ 10 ] | 9,777    | 18,431   |

## 駅周辺
- 新店渓
- 碧潭風景区
- 碧潭吊橋
- 光明街夜市
- 新北市立新店国民小学（中国語版）
- 新店碧潭郵局
- YouBike（新北市公共自転車（中国語版））捷運新店駅

## パブリックアート
| 「 | 我們努力探索過去、現在與未來的關係。 與天相對的是地，天地之間所產生的萬物之一是人。 人從太古以來就盡情的接受天地的恩惠，或者又被無情的力量控制，懷著對無法與之抗爭的強大力量的畏懼生存著。 但是在20世紀即將結束的現在，人類的經營隨心所欲、任意妄為，在不知何時已到了自我滅亡的程度。 在迎接21世紀到來的今天，這件公共藝術就是連繫天、地、人，傳達一個天地萬物與人類和諧共存的訊息。 | 」 |

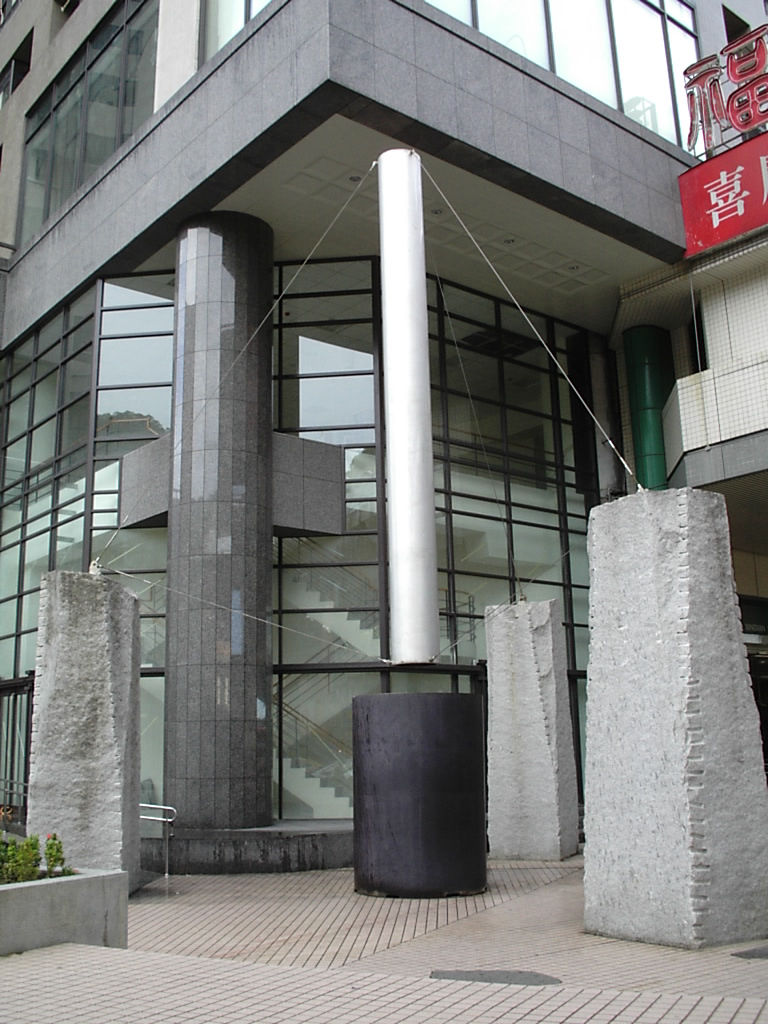
パブリックアート

当駅の出入口広場には2組の「邂逅」（天・地・人）と題された作品が設置されている。作者は日本の田邊武。1組は自然石12個から成る。もう1組は3本の石柱、12枚の石版、1本のアルミ製明かり柱から成る。

## 隣の駅
台湾鉄路管理局
- 新店線(廃線)

七張駅 - 新店駅 - 郡役所前駅
台北捷運
- 新店線（松山新店線）

新店区公所駅 G02 - 新店駅 G01

### 註釈
1. ↑  2001年時点での路線図[6]
2. ↑  （2004年1月時点の路線図[8]）
3. ↑  台風ナーリー（納莉）の影響で9/17 8:00-9/18運休、9/19中和・新店線運行再開、10月1日淡水線直通運転再開[5](p122-124、129)。（台北捷運淡水線#2001年の台風水没被害）